# Khalid Benlahsen
Khalid Benlahsen (Vianen, 22 februari 1974) is een Nederlands voormalig doelman in het betaald voetbal. Na zijn actieve carrière kreeg hij een functie als 'coördinator keepers' in de Feyenoord Academy en werd hij keeperstrainer bij Nederland onder 21. Benlahsen volgde in 2016 Patrick Lodewijks op als keeperstrainer van de eerste selectie van Feyenoord, dit bleef hij tot medio 2023. Toen keerde Benlahsen terug naar de KNVB, om wederom keeperstrainer te worden van Onder 21 en coördinator van de jeugd.

## Erelijst

### Als keeperstrainer
| Eredivisie           | 2x | 2016/17, 2022/23 |
| KNVB beker           | 1x | 2017/18          |
| Johan Cruijff Schaal | 2x | 2017, 2018       |